# Giovanni Battista Velluti

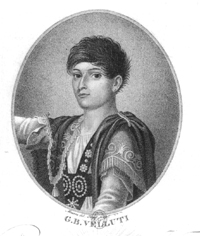
Giovanni Battista Velluti.

Giovanni Battista Velluti, llamado Giambattista (Pausula [actualmente llamada Corridonia], 28 de enero de 1780 - 22 de enero de 1861) fue un intérprete castrato italiano, considerado el último de los grandes castrati. Muchos cantantes y personalidades de la época se negaban a cantar y/o relacionarse con él por su carácter arrogante y sus ínfulas de divo.
A la edad de ocho años fue castrado por un médico como tratamiento ante una tos pertinaz con fiebre alta. Esto hizo que su padre, que inicialmente había considerado destinarlo a la carrera de las armas, decidiera hacerlo iniciar estudios musicales, comenzando así un exitoso ascenso en la escena musical.
Las últimas óperas musicales específicamente compuestas para castrati fueron escritas para él: El Arsace de Aureliano in Palmira (1813), de Rossini, y el Armando de Il crociato in Egitto (1824), de Meyerbeer, con esta última hizo su debut en Londres en 1825. La multitud reaccionó mal a sus actuaciones iniciales, ya que fue el primer castrato en aparecer en Londres en 25 años, pero aun así atrajo multitudes ahí y a donde iba hasta el final de su carrera. En 1826 asumió la dirección del King's Theatre de Londres y actuó allí con Aureliano in Palmira y Tebaldo ed Isolina de Morlacchi. Sin embargo, su carrera como director de teatro terminó luego de disputas financieras por pago de horas extras al coro que lo acompañaba en sus presentaciones, volviendo a Italia. Regresó a Londres en 1829, apareciendo en conciertos de manera ocasional ya que el público londinense, y europeo en general, empezó a cansarse del sonido emitido por los castrati; mejorado con la voz femenina, la nueva tendencia musical de la ópera junto al tenor. 
En 1830 se despidió de la ópera, dando todavía un concierto al año siguiente. Se retiró a su lujosa mansión, situada entre Padua y Venecia, donde murió en 1861.